# Teixeirinha
Vitor Mateus Teixeira (Rolante, 3 de marzo de 1927 - Porto Alegre, 4 de diciembre de 1985) más conocido como Teixeirinha, u O Rei do Disco, fue un cantante, compositor, locutor de radio y cineasta brasileño, famoso mundialmente por la canción "Coração de Luto", música compuesta y grabada por él mismo en 1959, la letra es autobiográfico, en 1960 vendió exactamente 1 millón de copias, un hecho inédito en la historia, porque hasta entonces ningún otro sencillo había vendido tantas copias.

## Biografía
Vitor Mateus Teixeira nació en la ciudad de Rolante, distrito de Mascaradas, Rio Grande do Sul, el 3 de marzo de 1927. Hijo de Saturno Teixeira y Ledurina Mateus Teixeira, tenía un hermano y dos hermanas.
Cuando tenía siete años perdió a su padre y a los nueve a su madre, luego, huérfano, se fue a vivir con unos familiares, pero como no pudieron sostenerlo, para sobrevivir salió al mundo haciendo un poco de todo, desde llevar maletas en las puertas de las pensiones, repartir comida, hasta vender periódicos y dulces como vendedor ambulante.
A la edad de dieciséis años, hizo su partida de nacimiento. A los dieciocho años se incorporó al Ejército, pero no llegó a servir y, en esta ocasión, pasó a trabajar en el DAER (Departamento de Carreteras / RS), como maquinista durante seis años. De allí partió para seguir una carrera artística cantando en estaciones de radio de ciudades del interior, como Lajeado, Estrela, Rio Pardo, Santa Cruz do Sul y, en esta última, conoció a su esposa Zoraida Lima Teixeira, con quien se casó en 1957. Inicialmente se trasladaron a Soledade y luego se trasladaron a Passo Fundo, donde compraron un “Tiro ao Alvo”, una especie de carpa para sacar regalos, de la que se ocupaban él y su esposa. Por la noche Teixeirinha actuó en la Radio Municipal Passo Fundo, cantando y haciendo sus versos improvisados. Vitor y Zoraida nunca se separaron y de esta unión nacieron las hijas Nancy Margareth, Gessi Elizabeth, Fátima Lisete y Márcia Bernadeth, con quienes el artista compartió toda su vida personal y artística.
En 1959, fue invitado a grabar en São Paulo, su primer disco, un disco de 78Rpm, con las canciones "Xote Soledade" y "Briga no Batiado", sus primeras grabaciones tuvieron poco éxito, a finales del mismo año, Teixeirinha grabó la canción "Coração de Luto", compuesta por él, la canción narra los tristes acontecimientos de su infancia, pronto se convirtió en un gran éxito en todo Brasil, en 1960, el éxito de la canción alcanzó un nivel internacional, vendiendo exactamente 1 millón de copias, convirtiéndose en el primer sencillo en vender 1 millón de copias en la historia.
Con el dinero que ganó en el viaje a São Paulo, compró una casa en el barrio de Gloria en Porto Alegre, donde vivió toda su vida, y una camioneta para recorrer todo Brasil. Entonces, Teixeirinha definitivamente tomó una carrera artística, comenzando a trabajar en circos, parques, teatros, cines y otros lugares.
Teixeirinha comenzó a viajar por todo Brasil conocido como el "Gaúcho Coração do Rio Grande". En 1963, ganó el trofeo “Chico Viola”, otorgado por TV Record de São Paulo - “Astros do Disco” - programa de gala de la televisión brasileña, que tenía como objetivo premiar lo mejor del álbum cada año, Teixeirinha ganó por haber sido el cantante más vendido durante dos años consecutivos, en 1962/1963. Internacionalmente ganó el trofeo “Elefante de Ouro” con el récord de ventas más grande de Portugal.
La canción “Coração de Luto” vendió más de veinticinco millones de copias, es la única en el mundo, más vendida, superando a cantantes como Michael Jackson, Julio Iglesias, cantantes contemporáneos de grandes ventas de discos, pero ni una sola canción. , como el caso de “Coração de Luto”, que continúa en la cita de una de las canciones más tocadas.

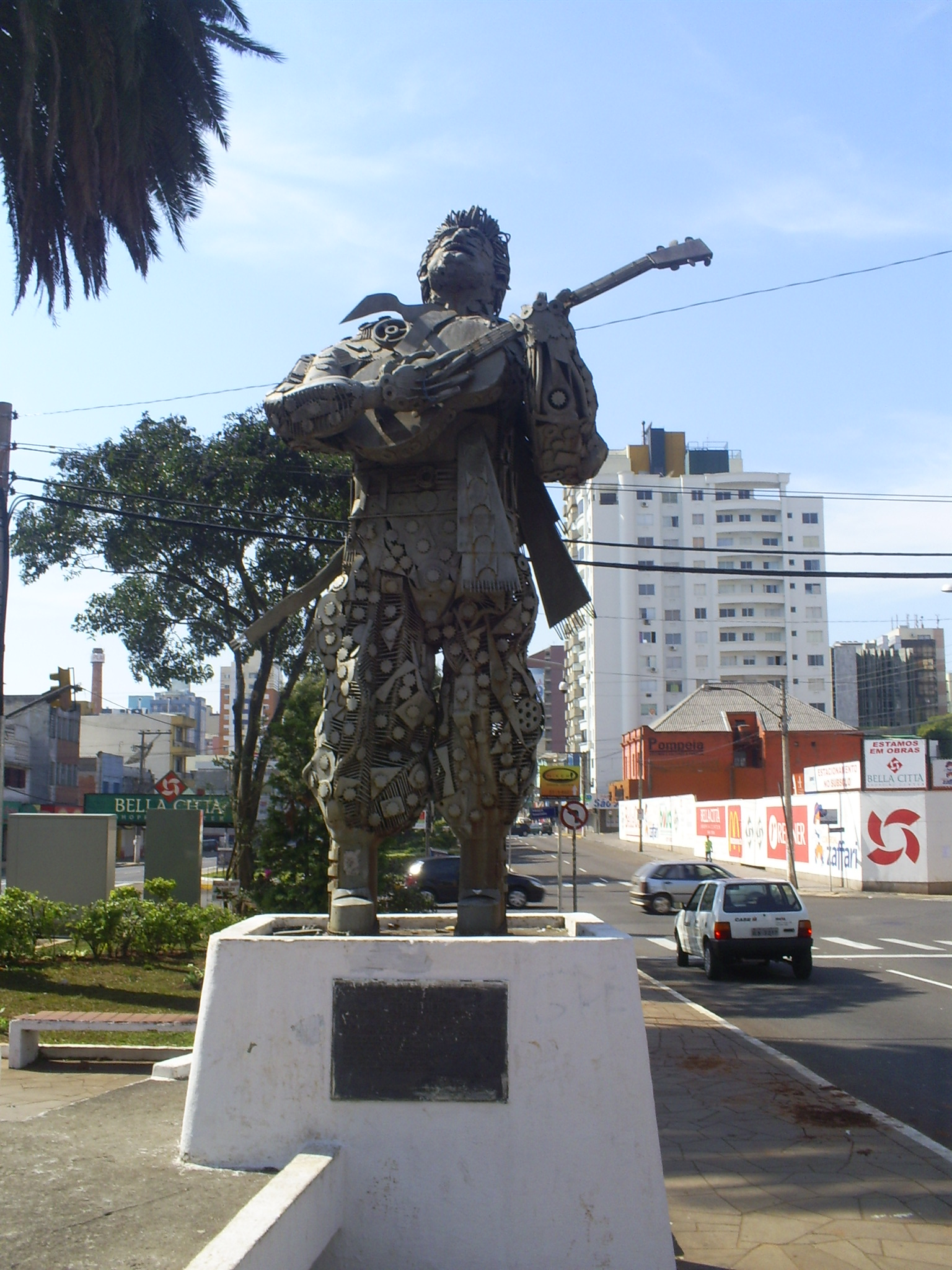
Estatua de Teixeirinha en la ciudad de Passo Fundo, ciudad que el cantante adoptó como suya.

En 1964, Teixeirinha escribió el guion de la película “Coração de Grief”, que fue producida por Derly Martinez, a través de Leopoldis Som, en 1966, otro récord de taquilla. En 1969 protagoniza la película “Motorista Sem Limites”, con nombres como Walter D'Avila y Jimmy Pipiolo, producida por Itacir Rossi.
En 1970 crea su propia productora, “Teixeirinha Produções Artísticas Ltda, para la que escribe, produce y distribuye diez películas:“ Ela Tornou-se Nreira ”(1972); "Teixeirinha, 7 pruebas" (1973); "Pobre John" (1974); “La Quadrilha do Perna Dura” (1975); “Carmem el Gitano (1976); “O Gaucho de Passo Fundo” (1978); “Mi pobre corazón de luto” (1978); Tras la pista de la justicia (1978); "Tropeiro Velho" (1980); “La Hija de Iemanjá” (1981).
Durante veinte años presentó programas de radio diarios con dos ediciones: “Teixeirinha Amanhece Cantando” (por la mañana) y “Teixeirinha Comanda o Espetáculo” (por la noche) y, los domingos por la mañana, tuvo el programa “Teixeirinha canta para Brasil”. , con transmisión desde la capital del estado hacia el interior y otros estados brasileños.
Recibió nueve discos de oro, fue ciudadano emérito de varios municipios como Passo Fundo, Santo Antônio da Patrulha, Rolante, etc.
En 1973, fue contratado para realizar quince funciones en los Estados Unidos de América. En 1975 se fue a Canadá, donde realizó dieciocho espectáculos. Actuó en la mayoría de los países de América del Sur.
Durante sus veintidós años de carrera, Mary Terezinha lo acompañó con el acordeón en conciertos, radio y cine.
Grabó 49 LP inéditos, por un total de más de 70 LP, incluidas las regrabaciones, que actualmente se están reeditando en disco láser; Grabó más de 758 canciones propias, dejando una colección de más de 1.200 composiciones, incluidas algunas inéditas. Actualmente Teixeirinha ha vendido exactamente 130 millones de copias de sus discos, siendo uno de los artistas más famosos de Brasil.
Teixeirinha, de otras relaciones, todavía tenía hijos: Sirley Marisa; Líria Luisa; Victor Filho; Alexandre y Liane.
Teixeirinha murió el 4 de diciembre de 1985, víctima de un infarto, un año antes, la cantante había descubierto un cáncer de pulmón. Teixeirinha y está enterrado en el cementerio de Santa Casa da Misericórdia en Porto Alegre.

## Discografía

### Álbumes de estudio

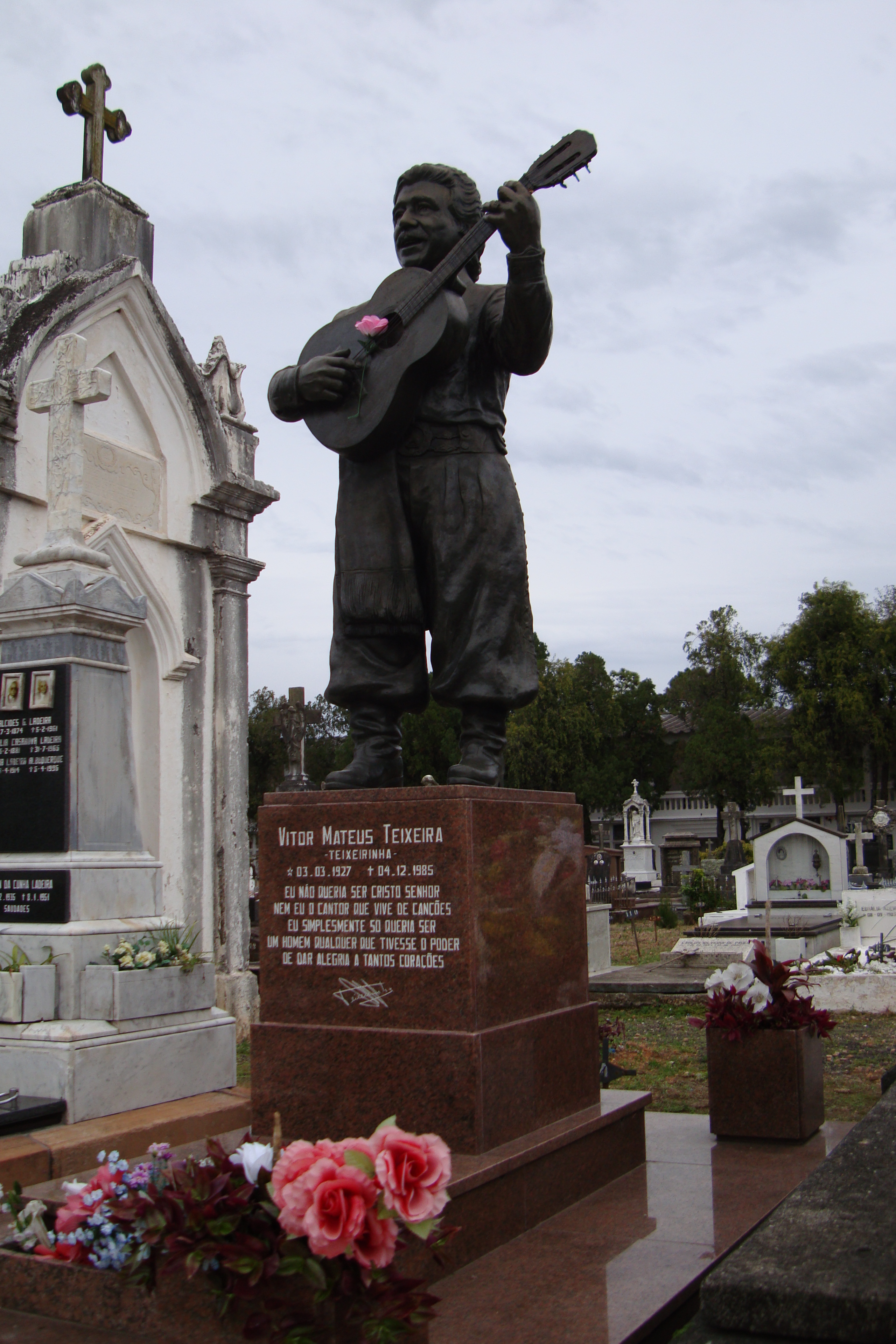
Estatua de Teixeirinha en su tumba en el cementerio de Santa Casa da Misericórdia en Porto Alegre.

- 1960 - O Gaúcho Coração do Rio Grande
- 1961 - Assim é Nos Pampas
- 1961 - Um Gaúcho Canta Para o Brasil
- 1962 - Teixeirinha, o Gaúcho Coração do Rio Grande, Volume 4
- 1963 - Teixeirinha Interpreta Músicas de Amigos
- 1963 - Saudades de Passo Fundo
- 1963 - Êta Gaúcho Bom
- 1964 - Gaúcho Autêntico
- 1964 - O Canarinho Cantador
- 1964 - Gaúcho de Bagé
- 1964 - Teixeirinha Show
- 1965 - Bate, Bate Coração
- 1965 - Disco de Ouro
- 1965 - O Rei do Disco
- 1966 - Teixeirinha no Cinema
- 1967 - Trilha Sonora do Filme "Coração de Luto"
- 1967 - Mocinho AventureiroEstatua de Teixeirinha en la ciudad de Rolante, lugar de nacimiento del cantante.
- 1968 - última Tropeada
- 1968 - Doce Coração de Mãe
- 1969 - Dorme Angelita
- 1969 - Volume de Prata
- 1970 - Doce Amor
- 1970 - Carícias de Amor

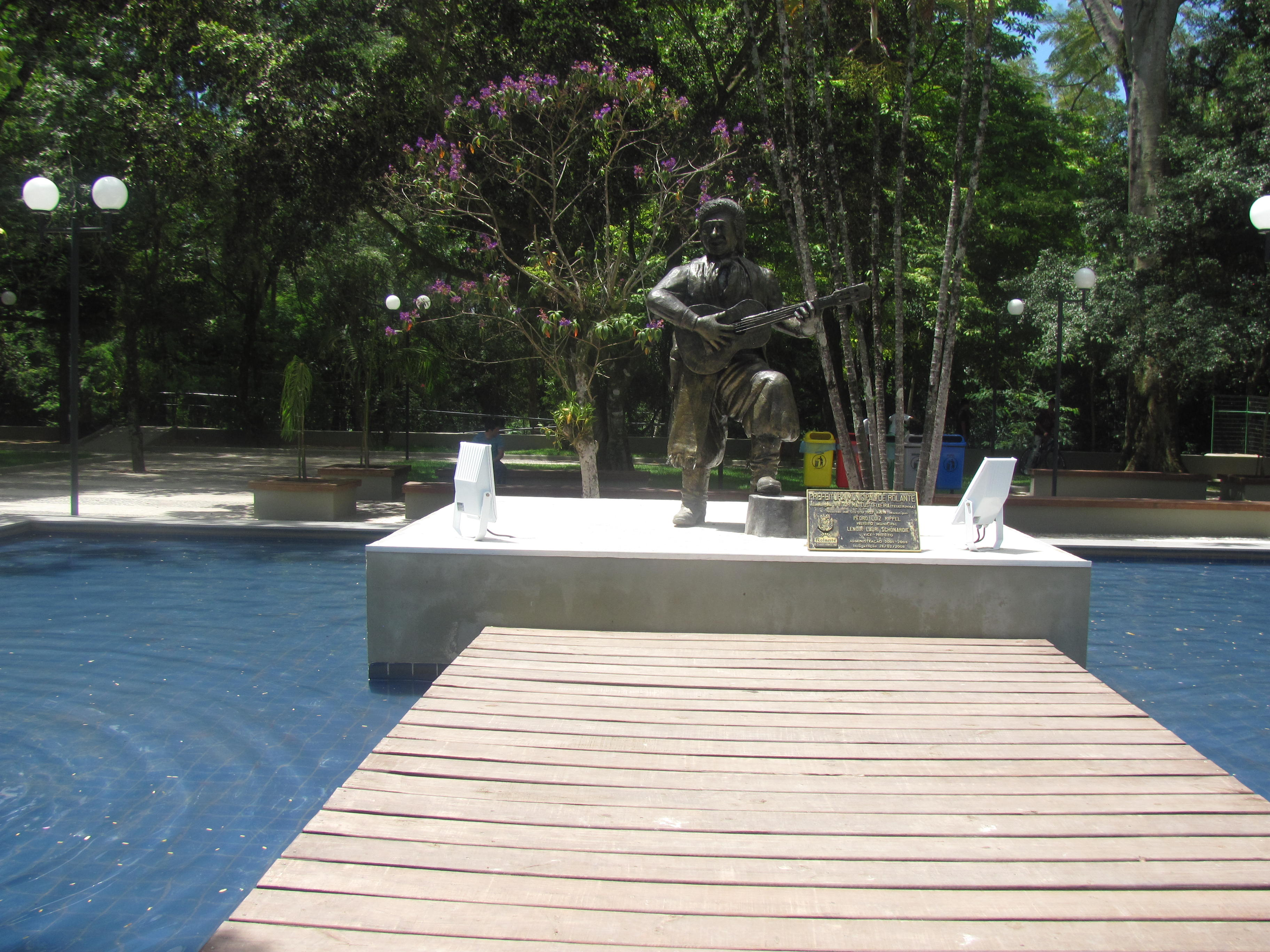
Estatua de Teixeirinha en la ciudad de Rolante, lugar de nacimiento del cantante.

- 1971 - Teixeirinha Num Fora de Série
- 1971 - Entre a Cruz e o Amor
- 1971 - Chimarrão da Hospitalidade
- 1972 - Um LP de Teixeirinha com músicas do filme "Ela Tornou-se Freira"
- 1972 - Último Adeus
- 1972 - Minha Homenagem
- 1973 - Teixeirinha Sempre Teixeirinha
- 1973 - O Internacional
- 1974 - última Gineteada
- 1974 - Trilha sonora do filme "Pobre João" e outros sucessos
- 1975 - Aliança de Ouro
- 1975 - Lindo Rancho
- 1976 - Coração de Luto
- 1977 - O Novo Som de Teixeirinha
- 1977 - Canta Meu Povo
- 1977 - Norte a Sul
- 1978 - Amor de Verdade
- 1979 - Menina da Gaita
- 1979 - 20 Anos de Glória
- 1980 - Menina Margareth
- 1981 - Rio Grande de Outrora
- 1981 - Trilha Sonora do Filme "A Filha de Iemanjá"
- 1982 - 10 Desafios Inéditos
- 1983 - Chegando de Longe
- 1984 - Quem é Você Agora
- 1984 - Guerra dos Desafios
- 1985 - Amor aos Passarinhos
- 2020 - Inéditas[4]

### Álbumes especiales
- 1994 - Teixeirinha Canta Com Amigos
- 2007 - Especial Teixeirinha

### Álbumes recopilatorios
- 1965 - Los éxitos de Teixeirinha
- 1965 - Rancheiras
- 1967 - Sucessos de Teixeirinha
- 1975 - Teixeirinha no Xote
- 1975 - Teixeirinha no Xote, Volume 2
- 1998 - Raízes dos Pampas, Volume 1
- 1999 - Raízes dos Pampas, Volume 2

## Filmografía
- 1967 - Coração de Luto
- 1969 - Motorista Sem Limites
- 1972 - Ela Tornou-se Freira
- 1973 - Teixeirinha a 7 Provas
- 1974 - Pobre João
- 1975 - A Quadrilha do Perna Dura
- 1976 - Carmen, a Cigana
- 1978 - O Gaúcho de Passo Fundo
- 1978 - Meu Pobre Coração de Luto
- 1978 - Na Trilha da Justiça
- 1980 - Tropeiro Velho
- 1981 - A Filha de Iemanjá